# 千足甚左衛門
千足 甚左衛門（ちあし じんざえもん、旧姓・泉、1847年3月26日（弘化4年2月10日） - 没年不明）は、日本の商人（材木商）、資産家、銀行家。恵美酒銀行専務取締役。族籍は兵庫県平民。

## 人物
兵庫県人・泉億左衛門の二男。先々代甚左衛門の養子となる。1909年、隠居する。住所は兵庫県西宮市久保町。

## 家族・親族
千足家
千足家は代々材木商を営む。
- 妻・いつ（1855年 - ?、甚左衛門の長女）[4]
- 男・富郷（1880年 - ?、兵庫県多額納税者、材木商）[4]
  - 同妻・フサ（1880年 - ?、兵庫、馬立與三郎[注 1]の妹[4]、あるいは長女[5]）
- 二男・秀二（1891年 - ?、分家）[2]